# Paraembolides brindabella
Paraembolides brindabella là một loài nhện trong họ Hexathelidae. Loài này phân bố ở Nieuw-Zuid-Wales en het Australisch Hoofdstedelijk Territorium.